# Communauté intercommunale pour le développement de la région et des agglomérations de Loudéac
La Communauté intercommunale pour le développement de la région et des agglomérations de Loudéac (CIDERAL)  est une ancienne communauté de communes française centrée sur la région de Loudéac, dans le département des Côtes-d'Armor, en région Bretagne.

## Historique
En 1987 : l'association pour l'étude de la charte intercommunale est créée. Trois ans plus tard en 1990, naît le SIDERAL (Syndicat intercommunal pour le développement de la région et des agglomérations de Loudéac). Avec la réforme des intercommunalités, le SIDERAL se transforme en CIDERAL, une communauté de communes, le 1er janvier 1994.
En 1997, la taxe professionnelle unique est votée : grâce à cet outil de péréquation entre les communes, les projets profitent à tout le territoire.
Le 1er janvier 2014, vingt ans après sa création, une nouvelle CIDERAL est créée, par la fusion de :

- l'ancienne CIDERAL ; 

- de l'ancienne communauté de communes du Pays de Corlay (Corlay, Le Haut-Corlay, Plussulien, Saint-Martin-des-Prés, Saint-Mayeux), 

- de l'ancienne communauté de communes du Pays d'Uzel-près-l'Oust (Allineuc, Saint-Hervé et Uzel) ; 

- auxquelles se rajoutent trois des cinq communes de la Communauté de communes Guerlédan Mûr-de-Bretagne (Caurel, Saint-Gilles-Vieux-Marché, Saint-Guen) et une des communes de la Communauté de communes du Pays de Moncontour (Langast),.
Elle est dissoute au 31 décembre 2016 pour former Loudéac Communauté − Bretagne Centre en fusionnant avec la communauté de communes Hardouinais Mené, la commune de Mûr-de-Bretagne (issue de Pontivy communauté) et la commune nouvelle du Mené (créée un an plus tôt de la communauté de communes du Mené). Ce territoire correspond à celui du Pays du Centre-Bretagne, soit environ 50 000 habitants. La transformation de la nouvelle intercommunalité en communauté d'agglomération a également été envisagée, mais la commune-centre de Loudéac n'est pas parvenue à dépasser 15 000 habitants en fusionnant avec ses voisines pour former une commune nouvelle,.

## Territoire communautaire

### Composition
À la suite de la fusion de Plémet et de La Ferrière survenue le 1er janvier 2016 pour former la commune nouvelle des Moulins, la CIDERAL regroupe 32 communes :
| Nom                            | Code Insee | Gentilé          | Superficie (km2) | Population (dernière pop. légale) | Densité (hab./km2) |
| ------------------------------ | ---------- | ---------------- | ---------------- | --------------------------------- | ------------------ |
| Loudéac (siège)                | 22136      | Loudéaciens      | 80,24            | 9 641 (2014)                      | 120                |
| Allineuc                       | 22001      | Allineucois      | 24,09            | 588 (2014)                        | 24                 |
| Le Cambout                     | 22027      | Cambutiades      | 18,02            | 445 (2014)                        | 25                 |
| Caurel                         | 22033      | Caurellois       | 11,65            | 365 (2014)                        | 31                 |
| La Chèze                       | 22039      | Chéziens         | 2,53             | 575 (2014)                        | 227                |
| Coëtlogon                      | 22043      | Coëtlogonnais    | 16,35            | 238 (2014)                        | 15                 |
| Corlay                         | 22047      | Corlaysiens      | 13,80            | 971 (2014)                        | 70                 |
| Gausson                        | 22060      | Gaussonais       | 16,71            | 638 (2014)                        | 38                 |
| Grâce-Uzel                     | 22068      | Grâcieux         | 7,95             | 429 (2014)                        | 54                 |
| Le Haut-Corlay                 | 22074      | Haut-Corlaysiens | 25,64            | 690 (2014)                        | 27                 |
| Hémonstoir                     | 22075      | Hémonstoriens    | 14,03            | 718 (2014)                        | 51                 |
| Langast                        | 22100      | Langastiens      | 20,45            | 630 (2014)                        | 31                 |
| Merléac                        | 22149      | Merléaciens      | 30,03            | 486 (2014)                        | 16                 |
| La Motte                       | 22155      | Mottois          | 43,03            | 2 111 (2014)                      | 49                 |
| Les Moulins                    | 22183      | Moulinois        | 56,64            | 3 649 (2014)                      | 64                 |
| Plouguenast                    | 22219      | Plouguenastais   | 35,12            | 1 861 (2014)                      | 53                 |
| Plumieux                       | 22241      | Plumetais        | 73,29            | 1 039 (2014)                      | 14                 |
| Plussulien                     | 22244      | Plussulianais    | 22,49            | 502 (2014)                        | 22                 |
| La Prénessaye                  | 22255      | Prénessayais     | 16,97            | 877 (2014)                        | 52                 |
| Le Quillio                     | 22260      | Quilliotais      | 16,16            | 556 (2014)                        | 34                 |
| Saint-Barnabé                  | 22275      | Barnabéens       | 22,75            | 1 264 (2014)                      | 56                 |
| Saint-Caradec                  | 22279      | Caradocéens      | 21,94            | 1 127 (2014)                      | 51                 |
| Saint-Gilles-Vieux-Marché      | 22295      | Saint-Gillois    | 21,95            | 334 (2014)                        | 15                 |
| Saint-Guen                     | 22298      | Saint-Guennois   | 17,95            | 452 (2014)                        | 25                 |
| Saint-Hervé                    | 22300      | Hervéens         | 9,83             | 423 (2014)                        | 43                 |
| Saint-Martin-des-Prés          | 22313      | Martinais        | 20,30            | 326 (2014)                        | 16                 |
| Saint-Maudan                   | 22314      | Meldanais        | 6,67             | 405 (2014)                        | 61                 |
| Saint-Mayeux                   | 22316      | Mayochins        | 30,63            | 490 (2014)                        | 16                 |
| Saint-Thélo                    | 22330      | Thélossiens      | 14,56            | 413 (2014)                        | 28                 |
| Saint-Étienne-du-Gué-de-l'Isle | 22288      | Stéphanois       | 14,91            | 372 (2014)                        | 25                 |
| Trévé                          | 22376      | Trévéens         | 26,63            | 1 634 (2014)                      | 61                 |
| Uzel                           | 22384      | Uzelais          | 6,79             | 1 095 (2014)                      | 161                |

## Démographie
| 2013   | 2014   |
| ------ | ------ |
| 36 716 | 35 344 |

## Organisation

### Siège
Le siège du CIDERAL est à Loudéac, 4-6 boulevard de la Gare.

### Élus
La communauté de communes est administrée par son Conseil communautaire, composé pour la mandature 2014-2020 de 67 conseillers municipaux représentant chacune des communes membres, en fonction de leur population, soit : 

- 15 sièges pour Loudéac ;

- 5 sièges pour Plémet 

- 3 sièges pour La Motte, Plouguenast ;

- 2 sièges pour Hémonstoir, La Chèze, Langast, La Prénessaye, Le Haut- Corlay, Plumieux, Saint-Barnabé, Saint-Caradec, Trévé et Uzel ; 

- 1 siège pour les autres villages.
Le conseil communautaire du 8 avril 2014 a réélu son président, Guy Le Helloco, maire de Gausson, ainsi que ses 13 vice-présidents, qui sont :
1. Jean-Pierre Guilleret (décédé en juin 2016[10]), maire de La Motte, chargé des affaires générales ;
2. Xavier Hamon, maire du Quillio, chargé de la vie sociale ;
3. Jean-Yves Harnois, maire de Saint-Maudan, chargé des finances, du marché et des travaux ;
4. Alain Guillaume, maire de Saint-Caradec , chargé de l'habitat au logement ;
5. Gérard Huet, maire de Loudéac (jusqu'en 2016[11]), chargé de la communication ;
6. Jean-Noël Lagueux, maire du Cambout, chargé de l'agriculture et de l'environnement ;
7. Jean-Yves Mainguy (décédé le lendemain[12]), maire de Saint-Étienne-du-Gué-de-l'Isle, chargé des sports ;
8. Monique Collet, élue de Loudéac, chargée de la culture ;
9. Daniel Le Goff, maire de Saint-Thélo, chargé du patrimoine et du tourisme ;
10. Romain Boutron, maire de Plémet puis de la commune nouvelle des Moulins, chargé de l'assainissement ;
11. Christophe Le Ho, maire-adjoint de Loudéac, chargé de l'urbanisme ;
12. Christian Le Riguier, maire de Saint-Martin-des-Prés, chargé des relations avec les partenaires institutionnels ;
13. Yvon Le Jan, maire de Langast, chargé des ordures ménagères[13].

Le conseil communautaire a décidé que son bureau pour la mandature 2014-2020 serait constitué du président, des vice-présidents et d'un représentant de chaque commune non représentée par les précédents.

### Liste des présidents
| Période                                  | Période                    | Identité       | Étiquette | Qualité                                                                                                   |
| ---------------------------------------- | -------------------------- | -------------- | --------- | --- |
| Les données manquantes sont à compléter. |                            |                |           | |
| 2001                                     | En cours (au 26 juin 2016) | Guy Le Helloco | PS        | Maire de Gausson (2001 → ) Conseiller général de Plouguenast (1994 → 2008) Réélu pour le mandat 2014-2020 |

### Compétences
L'intercommunalité exerce les compétences qui lui ont été transférées par les communes membres, dans les conditions définies par le code général des collectivités territoriales. Il s'agit de :
- Aménagement de l'espace : 
  - Participation aux dispositifs d'aménagement et  de développement initiés par d'autres organismes ;
  - Schéma de cohérence territoriale, projet de territoire, schémas directeurs et schémas communautaires ;
  - Plan local d'urbanisme intercommunal, programme local de l'habitat ;
  - Zones d'aménagement concerté et Zones d'aménagement différé d'intérêt communautaire ;
  - Réserves foncières nécessaires à ma mise en œuvre des compétences communautaires, conventionnement avec des organismes d'action foncière, exercice du droit de préemption urbain pour la mise en œuvre de compétences communautaires sur des périmètres définis préalablement par délibérations concordantes de la communauté et des communes concernées ;
  - Adhésion à des syndicats mixtes ;
- Développement économique : 
  - Zones d'activités reconnues d'intérêt communautaire, équipements nécessaires au fonctionnement de ces zones, et immobilier d'entreprise de secteurs reconnus d'intérêt communautaire, réhabilitation de friches industrielles ou commerciales ;
  - Aides aux entreprises, aux commerces et aux agriculteurs ;
  - Animation, communication, promotion et prospection économique, partenariat avec des structures locales ou départementales agissant en matière de développement économique et de soutien à l'emploi ;
  - Développement touristique ;
  - Énergies renouvelables ;
- Habitat et habitat social ;
- Cadre de vie : transport à la demande, participation à la centrale de réservation départementale, conventionnement avec des intercommunalités voisines pour la mise en place d'une politique des transports ;
- Protection et mise en valeur de l'environnement :
  - Protection des ressources en eau, restauration et entretien des cours d'eau et zones humides...
  - Préservation et reconstitution du bocage, des rivières, rives, berges et fonds de vallées ;
  - Adhésion à des structures œuvrant à la reconquête et à la protection de la qualité de l'eau ;
  - Mise en œuvre des Schémas d'aménagement et de gestion des eaux Vilaine et Blavet ;
  - Actions de sensibilisation à la protection de l'eau et de l'environnement ;
  - Eau et assainissement : assainissement collectif à dominante industrielle, service public de l'assainissement non collectif, adhésion aux syndicats de production et de distribution d'eau potable ;
  - Collecte et traitement des déchets ménagers et industriels ;
- Développement culturel et sportif : schéma directeur et équipements sportifs et culturels reconnus d'intérêt communautaire ;
- Voiries reconnues d'intérêt communautaire ;
- Aménagement numérique du territoire ;
- Équipements et services publics locaux reconnus d'intérêt communautaire, financements en matière scolaire, équipements de santé ;
- Action sociale d'intérêt communautaire ;
- Gestion immobilière des gendarmeries ;
- Mutualisation des moyens et personnels ;
- Sauvegarde du patrimoine déclaré d'intérêt communautaire par conventionnement avec les chantiers d'insertion[14].

### Régime fiscal et budget
La Communauté de communes est un établissement public de coopération intercommunale à fiscalité propre.
Afin de financer l'exercice de ses compétences, l'intercommunalité perçoit la fiscalité professionnelle unique (FPU) – qui a succédé à la taxe professionnelle unique (TPU) – et assure une péréquation de ressources entre les communes résidentielles et celles dotées de zones d'activité. Elle bénéficie également d'une bonification de la dotation globale de fonctionnement.